# Kollektivname
Kollektivnamen sind Namen, die diverse Gruppen von Menschen bezeichnen. Dazu gehören unter anderem Ethnonyme, Ortsbewohnernamen, Familien- und Sippennamen.
Unter Ethnonymen (von altgriechisch: ἔθνος ethnos, „Volk“) versteht man Völker- und Stammesnamen, wobei es natürlich Unterschiede zwischen den Fremd- und Eigenbezeichnungen gibt. Ein Volk wird von anderen oft nicht so genannt, wie es sich selbst nennt. Die antiken Griechen z. B. nannten nicht-griechische Völker wie z. B. die Perser „βαρβαροι“ (Barbaren), was übersetzt „die Fremden“ bedeutet, wohingegen sich diese eben selbst „Perser“ (nach der Region Persis) nannten.
Oft erhalten Völker einen kollektiven Spitznamen, fachsprachlich Ethnophaulismus, welcher auch neckend verwendet wird. Der von den Österreichern gebrauchte Ausdruck Piefke leitet sich von der slawischen Bezeichnung für „Bier“ ab; er benannte vorerst nur die Preußen, später alle Deutschen. Diese Necknamen leiten sich oft von für das Volk typischen Namen, Dialektmerkmalen oder (Abstammungs-)Orten ab.
Auch den Familiennamen kann man unter der Kategorie der Kollektivnamen einordnen, da er ja eine (meist kleine) Gruppe von Menschen bezeichnet, allerdings hat er oft die Funktion eines Individualnamens.